# Kanton Chenôve
Kanton Chenôve (francouzsky Canton de Chenôve) je francouzský kanton v departementu Côte-d'Or v regionu Burgundsko. Tvoří ho šest obcí.

## Obce kantonu
- Chenôve
- Longvic
- Marsannay-la-Côte
- Neuilly-lès-Dijon
- Ouges
- Perrigny-lès-Dijon